# میسون پاریس
میسون پاریس (به انگلیسی: Mason Parris،  زادهٔ ۱ اکتبر ۱۹۹۹) یک کشتی‌گیر آزادکار اهل کشور آمریکا است. وی سابقه حضور در المپیک ۲۰۲۴ پاریس را دارد.
از افتخارات وی می‌توان به کسب مدال برنز مسابقات قهرمانی کشتی جهان ۲۰۲۳ اشاره کرد.

## فعالیت حرفه‌ای

### قهرمانی کشتی جهان ۲۰۲۳
پاریس در وزن ۱۲۵ کیلوگرم کشتی آزاد قهرمانی کشتی جهان ۲۰۲۲ بلگراد شرکت کرد، او در مسابقه های اول تا سوم یوسوپ باتیرمیرزایف از قزاقستان، آبراهام کونیدو از ایتالیا و ژیوی دنگ از چین را شکست داد اما در نیمه نهایی به گنو پتریاشویلی از گرجستان باخت و به دیدار رده‌بندی رفت. وی در دیدار رده‌بندی عبدالله کوربانوف از روسیه را شکست داد و مدال برنز را بدست آورد.